# جدول ميداليات الألعاب الأولمبية
جدول ميداليات الألعاب الأولمبية هو طريقة لفرز ترتيب الدول حسب الميداليات في الألعاب الأولمبية والبارالمبية الحديثة. لا تعترف اللجنة الأولمبية الدولية (IOC) رسميًا بترتيب الدول المشاركة في الألعاب الأولمبية. ومع ذلك، فإن اللجنة الأولمبية الدولية تنشر عدد الميداليات لأغراض المعلومات، والتي توضح العدد الإجمالي للميداليات الأولمبية التي حصل عليها الرياضيون الذين يمثلون اللجنة الأولمبية الوطنية لكل بلد. تستخدم اللجنة الأولمبية الدولية مبدأ الفرز حسب عدد الميداليات الذهبية التي حصل عليها الرياضيون من بلد ما. في حالة التعادل في عدد الميداليات الذهبية يؤخذ في الاعتبار عدد الميداليات الفضية ثم عدد الميداليات البرونزية. إذا كان لدى دولتين عدد متساوٍ من الميداليات الذهبية والفضية والبرونزية، فتُرتب في الجدول أبجديًا حسب رمز اللجنة الأولمبية للدولة المعنية.

## خلفية
الميثاق الأولمبي، الفصل 1، القسم 6 ينص على ما يلي:
  الألعاب الأولمبية هي منافسات بين الرياضيين في أحداث فردية أو جماعية وليست بين البلدان...
يذهب الميثاق إلى أبعد من ذلك في الفصل 5، القسم 57، الذي يحظر صراحةً اللجنة الأولمبية الدولية من إصدار تصنيف رسمي:
وفقًا لعضو اللجنة الأولمبية الدولية الأسترالي كيفان جوسبر [الإنجليزية]، بدأت اللجنة الأولمبية الدولية في استيعاب جداول الميداليات في عام 1992، ونشرت «المعلومات» بناءً على معيار «الذهب أولاً». تحمل جداول الميداليات المتوفرة على موقعها الإلكتروني إخلاء المسؤولية هذا:

### التقارير الرسمية
نشرت كل لجان منظمة للألعاب الأولمبية (باستثناء عام 1904) تقريرًا رسميًا بعد انتهاء الألعاب، والذي يسرد، من بين أمور أخرى، نتائج كل منافسة. تضمنت بعض التقارير المبكرة ترتيبًا وطنيًا شاملاً، بما في ذلك عام 1908، 1912، 1924 (الصيفية  والشتوية) و 1928 (الشتوية). توصف جداول 1912 و 1924 بأنها «رسمية» بينما جدول 1928 «غير رسمية».
ينص تقرير الألعاب الأولمبية الشتوية لعام 1932 على أنه «لا توجد نقاط رسمية في الألعاب الأولمبية» ويقتبس من القاعدة العامة 19 من الميثاق الأولمبي لعام 1930، «لا يوجد تصنيف حسب النقاط في الألعاب الأولمبية». وتنص على أن تنظيم الفرق على أساس البلد هو «أساسًا للراحة العملية» وأن تصنيف الدول يمثل «ظلمًا جسيمًا على الدول الأصغر». ويضيف: «لقد كانت تجربة جميع الألعاب الأولمبية السابقة هي إصرار صحافة العالم على استغلال جانب التنافس الوطني من خلال إنشاء ونشر نقاط غير رسمية بالكامل من ابتكاراتها الخاصة، في أغلب الأحيان على أساس 10، 5، 4، 3، 2، 1 نقاط للمراكز الستة المعترف بها على جدول التشريفات». يقدم التقرير نفسه مثل هذا الجدول «ليكون مرجعا سهلا».

### الأهداف الوطنية
حددت وكالات تمويل الألعاب الرياضية في بعض الدول أهدافًا للوصول إلى مرتبة معينة في جدول الميداليات، وعادةً ما تستند إلى الميداليات الذهبية؛ ومن الأمثلة أستراليا واليابان وفرنسا وألمانيا. يُخفض التمويل للرياضات ذات الاحتمالات المنخفضة للميداليات.
بعد محاولة لندن الناجحة لاستضافة أولمبياد 2012، قدمت UK Sport طلب تمويل إلى وزارة الثقافة والإعلام والرياضة لتحديد «هدف طموح» بالوصول إلى المركز الرابع في جدول الميداليات 2012، ليُراجع بعد أولمبياد 2008، حيث حُدد هدف المركز الثامن. نأت الجمعية الأولمبية البريطانية نفسها من تحديد الأهداف. عندما احتلت بريطانيا المركز الرابع في عام 2008 [الإنجليزية]، تم تحديد هدف 2012 في المركز الرابع، وحل الفريق في النهاية في المركز الثالث [الإنجليزية] .
دفع المركز العاشر المخيب للآمال لأستراليا في جدول الميداليات لعام 2012 لجنة الرياضة الأسترالية إلى وضع خطة مدتها عشر سنوات تضمنت هدفًا «متوسط المدى» لتبوء مركزًا ضمن الخمسة الأوائل في الألعاب الأولمبية الصيفية والألعاب البارالمبية والمراكز الخمسة عشر في الألعاب الشتوية.
عندما قدمت طوكيو عرضًا لاستضافة دورة الألعاب الأولمبية الصيفية لعام 2016، حددت اللجنة الأولمبية اليابانية هدفًا لعام 2016 بالحصول على المركز الثالث حسب الميداليات الذهبية، والتي احتفظت به حتى بعد منح الألعاب في عام 2009 إلى ريو دي جانيرو.

## أنظمة الترتيب
نظرًا لأن اللجنة الأولمبية الدولية لا تعتبر تصنيف الدول هو نظام تصنيف رسمي، تُستخدم طرق مختلفة لترتيب الدول. فتُحدد بعض تصنيفات الفرز حسب العدد الإجمالي للميداليات التي تمتلكها الدولة ولكن معظمها تفرز حسب الميداليات الذهبية. ومع ذلك، إذا كان لدى فريقين أو أكثر نفس عدد الميداليات الذهبية، فيُحتكم إلى الميداليات الفضية من الأكثر إلى الأقل ثم الميداليات البرونزية.

### ترتيب عدد الميداليات
يُستخدم نظام التصنيف الذهب أولًا الموضح أعلاه من قبل معظم وسائل الإعلام العالمية، وكذلك اللجنة الأولمبية الدولية. بينما تم يُستخدم نظام التصنيف الذهب أولًا من حين لآخر من قبل بعض وسائل الإعلام الأمريكية، فإن الصحف في الولايات المتحدة تنشر بشكل أساسي جداول الميداليات مرتبة حسب العدد الإجمالي للميداليات التي تم الفوز بها.
يعود هذا الاختلاف في التصنيف إلى الأيام الأولى للأولمبياد، عندما لم تنشر اللجنة الأولمبية الدولية أو تعترف بجداول الميداليات. قبل الألعاب الأولمبية الشتوية لعام 2002، تلقى الاختلاف في نظام التصنيف إشعارًا ضئيلًا، حيث أنه في التاريخ الأولمبي الحديث، كانت الدولة التي تصدرت إجمالي الميداليات في المرتبة الأولى أيضًا في عدد الميداليات الذهبية.  ومع ذلك، خلال الألعاب الأولمبية الشتوية لعام 2002، فازت ألمانيا بأكبر عدد من الميداليات (36)، لكنها حصلت على ميدالية ذهبية واحدة أقل من النرويج - فازت الأخيرة بـ 13 ميدالية. حدث وضع مماثل في الألعاب الأولمبية الصيفية لعام 2008، حيث تصدرت الصين والولايات المتحدة من حيث عدد الميداليات الذهبية وإجمالي عدد الميداليات على التوالي، ثم مرة أخرى في الألعاب الأولمبية الشتوية لعام 2010 عندما احتلت كندا والولايات المتحدة المركزين الأول والثالث على التوالي في الترتيب حسب «الذهب أولاً»  والثالث والأول على التوالي من حيث مجموع الميداليات التي تم الفوز بها. الاستثناءات الأخرى هي الألعاب الأولمبية الصيفية لعام 1896 و1912 و1964 عندما احتلت الولايات المتحدة المركز الأول في عدد الميداليات الذهبية، ولكنها جاءت في المرتبة الثانية في إجمالي عدد الميداليات. في مؤتمر صحفي عُقد في 24 أغسطس 2008، أكد رئيس اللجنة الأولمبية الدولية جاك روج أن اللجنة الأولمبية الدولية ليس لديها وجهة نظر بشأن أي نظام تصنيف معين.
أخيرًا، لوحظ وجود تحيز متأصل في تصنيفات الميداليات هذه ضد الرياضات الجماعية. بينما في الرياضات الفردية، هناك فرص متعددة لرياضي واحد للفوز بميدالية، في الرياضات الجماعية، يمكن لمجموعة من الرياضيين الفوز بميدالية واحدة فقط لبلدهم. إذا قمنا بدمج أحداث السباحة للرجال والسيدات، فهناك 90 ميدالية محتملة يمكن تحقيقها من خلال النجاح في هذه الرياضة. كرة السلة أو كرة القدم، على العكس من ذلك، لديها ميداليتان فقط محتملتان لكل منهما. هذا الظرف ضار بالدول ذات التقاليد القوية في الرياضات الجماعية، وقد دفع البعض إلى اقتراح نظام يتم فيه حساب جميع الميداليات الفردية الممنوحة لأعضاء الفريق. وقد لوحظ أيضًا أنه مع وضع الميداليات كمؤشر على النجاح الأولمبي، يعمل النظام الحالي كحافز للبلدان لزيادة التمويل والدعم للرياضات الفردية.

## خلال الحرب الباردة
جلبت الحرب الباردة دعمًا كبيرًا لاعتماد نظام تصنيف رسمي، حيث مُنحت البلدان الثلاثة الأولى ميداليات ذهبية وفضية وبرونزية في حفل الختام. اختلفت التنسيقات المقترحة فيما يتعلق بعدد النقاط التي تُمنح لكل ميدالية ذهبية وفضية وبرونزية (مع احتساب ميداليات الفريق مرة واحدة فقط) — ولكن لم يُشرع في أي شيء رسميًا. بعد انتهاء الحرب الباردة، سرعان ما تبخر الدعم للقيام بذلك.

### حجم السكان والموارد لكل شخص ونماذج التنبؤات متعددة المتغيرات والتصنيفات
يمكن أن تكون تنبؤات النجاح الرياضي والتصنيفات أحادية المتغير، أي تستند إلى متغير مستقل واحد، مثل حجم سكان البلد وعدد الميداليات مقسومًا على عدد سكان البلد، أو متعدد المتغيرات، حيث الموارد لكل شخص في شكل نصيب الفرد من الناتج المحلي الإجمالي ومتغيرات أخرى مُدرجة.
تم تضمين الموارد لكل شخص في شكل نصيب الفرد من الناتج المحلي الإجمالي في مقال نشرته صحيفة الغارديان خلال الألعاب الأولمبية الصيفية لعام 2012  ومرة أخرى بواسطة News Lab التابع لغوغل لألعاب ريو 2016. بالفعل في عام 2002، اقترح البحث الذي أجرته ميغان بوسي من جامعة نورث وسترن أن كلاً من عدد السكان الكبير وارتفاع نصيب الفرد من الناتج المحلي الإجمالي ضروريان لتوليد إجماليات ميدالية عالية، وقد تم بناء النماذج التنبؤية في محاولة للتنبؤ بالنجاح في التحليل متعدد المتغيرات، مع الأخذ في الاعتبار أيضًا النتائج السابقة وميزة الدولة المضيفة في الاعتبار.

### الترتيب الموزون
وُضعت أيضًا تصنيفات منهجية تستند إلى نظام النقاط الموزونة مع أكبر عدد من النقاط الممنوحة لميدالية ذهبية. والتي استخدمت في التقارير الرسمية هي:
- 1908: 5: 3: 1 - ميداليات ذهبية 5 نقاط، فضية 3 نقاط، ميداليات برونزية 1 نقطة.[5][24]
- 1912: 3: 2: 1 - قارن التقرير أيضًا هذه الطريقة «السويدية» مع طريقة 5: 3: 1 «الإنجليزية».[6]
- 1924: 10: 5: 4: 3: 2: 1 - بمنح النقاط للمراكز من الرابع إلى السادس، والتي لم تفز بميداليات.[7][8] طلبت اللجنة الأولمبية الدولية أن يُدرج أفضل ستة متسابقين في التقرير في «جدول التشريفات».[10]
- 1928: 6: 5: 4: 3: 2: 1 - تُسرد مجاميع منفصلة اعتمادًا على ما إذا كانت الدورية العسكرية مشمولة أم لا، حيث خُفض وضعها متأخرًا إلى رياضة استعراضية.[9]
- 1932: نفس طريقة عام 1924، ووصفها بالمخطط المعتاد في الصحف.[10]

يشترك نظاما 1908 و 1924 في نقاط المواضع المقيدة: على سبيل المثال، في التعادل ثنائي الاتجاه للثانية، يحصل كل منهما على نصف مجموع النقاط للمركزين الثاني والثالث.
في عام 2004، استخدم نظام 3:2:1 من قبل جمعية معلمي الجغرافيا الأسترالية. يقدّر هذا الترجيح ميدالية ذهبية بقدر وزن ميدالية فضية وبرونزية مجتمعين. ردًا على الجدل الذي دار في عام 2008 حول رتبة الميدالية، اقترح جيف زد كلاين (بالإنجليزية: Jeff Z. Klein)‏ في منشور مدونة نيويورك تايمز نظام 4: 2: 1 كحل وسط بين طرق إجمالي الميداليات وأساليب الذهب أولًا. كانت هذه الأنظمة شائعة في أماكن معينة في أوقات معينة، ولكن لم تُعتمد أي منها على نطاق واسع.